# クイル式駆動方式
クイル式駆動方式（クイルしきくどうほうしき、英語：Quill drive、ドイツ語：Hohlwellen-Antrieb）は、鉄道車両で電動機などの動力伝達に用いられる無装架駆動方式の一方式である。
本項目ではクイル式の他に、関係する他の無装架駆動方式も取り上げる。

## 歴史

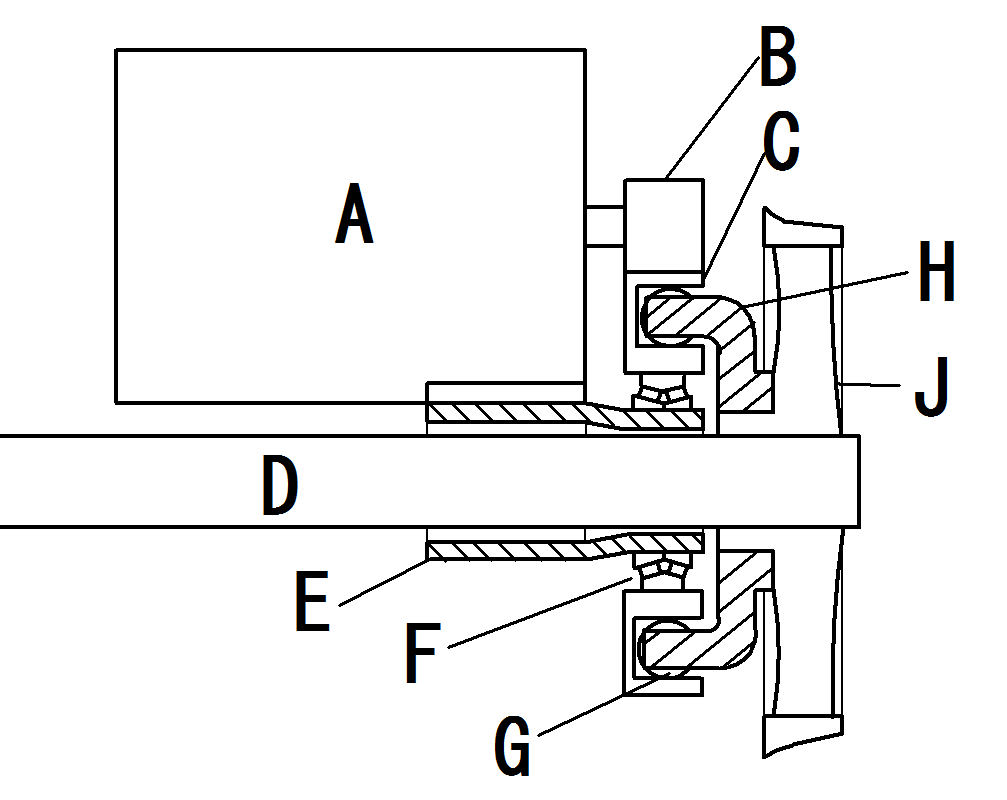
クイル式駆動方式のモデル図。
A主電動機（台車枠に固定）、B小歯車、C大歯車、D車軸、E中空軸（主電動機に固定）、Fベアリング、G緩衝ばね、Hスパイダ、J車輪。

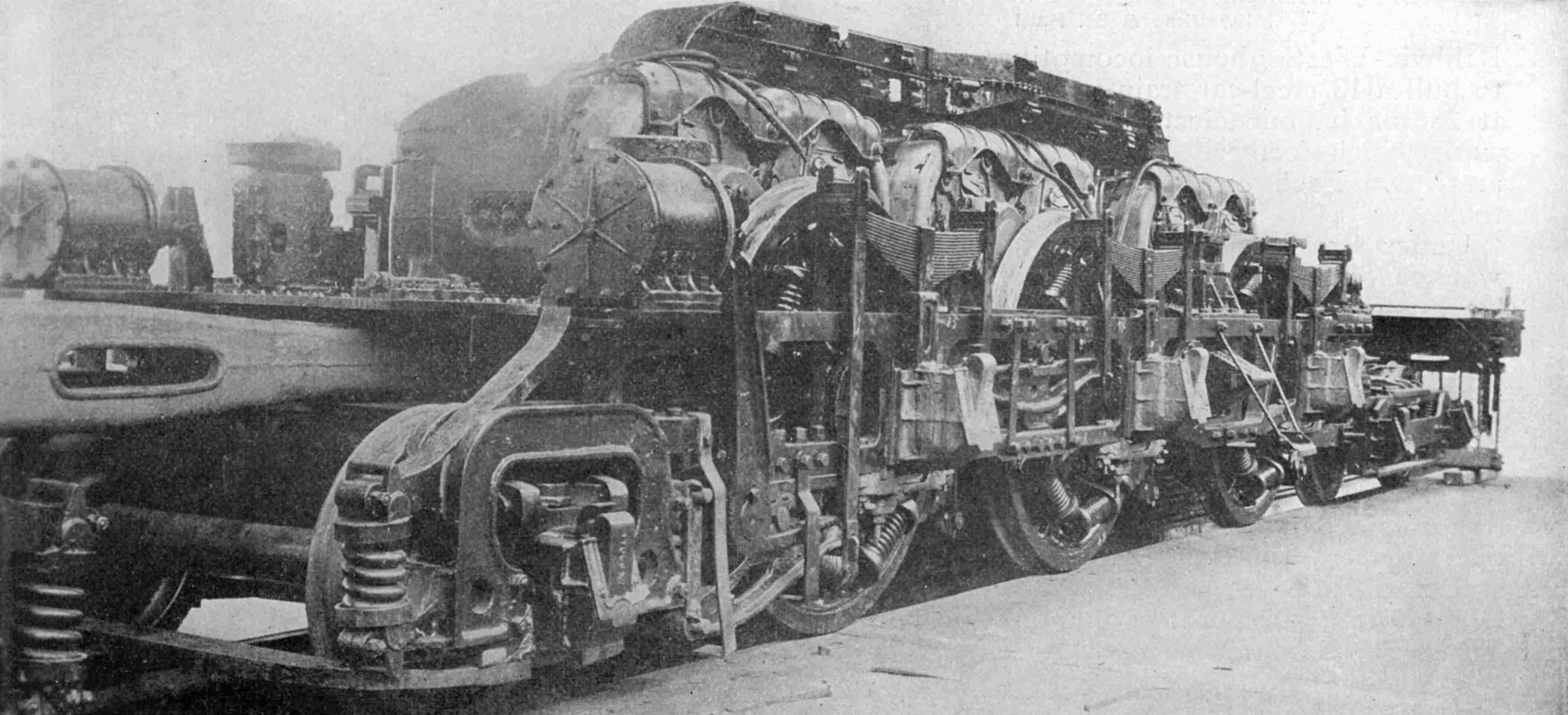
初期のクイル式駆動方式の例、動輪部に見えるコイルばねが動輪スポークとスパイダを連結している

1930年代後半にWNドライブを開発したウェスティングハウス・エレクトリック社によって開発され、有名なGG1形を筆頭とするペンシルバニア鉄道の電気機関車に多用されたほか、フランス・ドイツ・イタリア・スイスなどでも電気機関車や電車に採用された。
台車内では、台車枠と輪軸は動揺等により常に相対的に変位している。古くから用いられる吊り掛け駆動方式では、主電動機が車軸に直接吊り掛けられており、走行中の動揺にも主電動機の駆動軸と輪軸が同じ挙動となるため、駆動軸の歯車と車軸の歯車がずれることなく回転力を車軸に伝え、主電動機の駆動軸の位置と輪軸の位置を相対的に変化させない構造となっているが、これには輪軸が受けた衝撃がそのまま主電動機に伝わることや、主電動機の重量が軸ばねを介さずに輪軸に掛かり、軌道にダメージを与えるなどの不都合もあった（詳細は吊り掛け駆動方式#短所を参照）。これに対して考えられた方式の一つがクイル式である。

## 概要
クイル式では主電動機を弾性支持された台車枠上に固定し、主電動機には、短い中空軸（クイル）を取付けて固定させ、その中に車軸を通し、中空軸の外側には、大歯車をベアリングを介して取付けており、主電動機の小歯車で駆動される。車軸に圧入された車輪からは、何本かの｢スパイダ｣（支持腕）が大歯車側に伸びており、緩衝ばねを介して大歯車に取付けられる構造としている。動力の伝達順は、モーター→小歯車→大歯車→緩衝ばね→スパイダ→車輪。

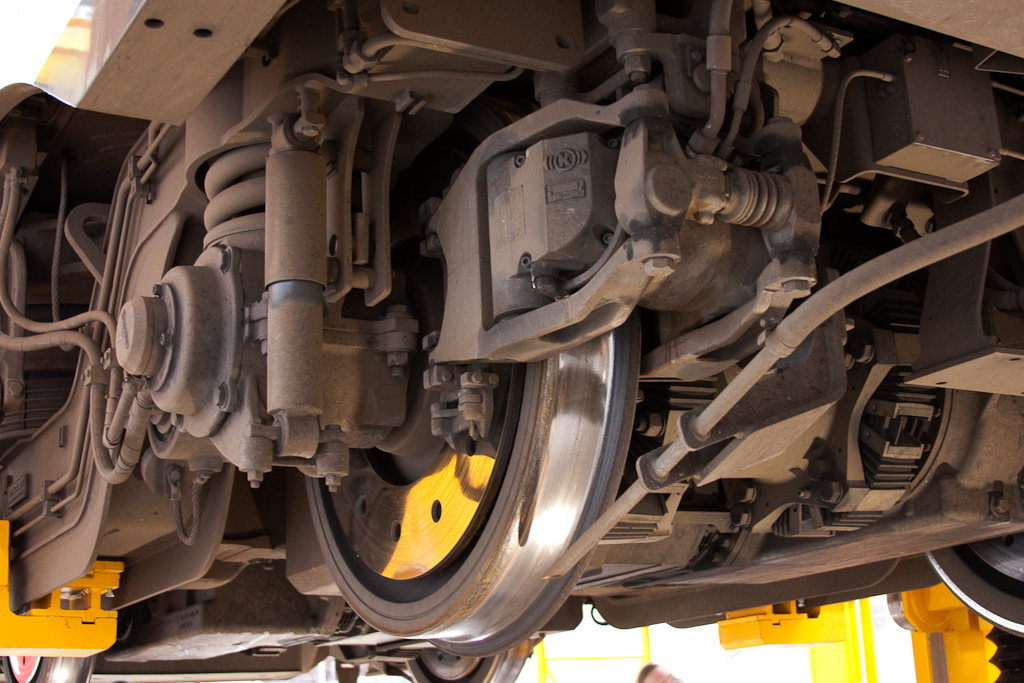
FLIRTのクイル式駆動方式の台車

大歯車と輪軸との間の相対移動の吸収には、大歯車に、円周方向に挿入された緩衝ばねと呼ばれるコイルばねに、5 - 8本程度のスパイダを連結する形で取り付けることにより、台車枠と車軸の位置関係の変化によらず駆動力を伝達可能とした。当初は固定台枠の電気機関車に使用されていたこの方式であるが、1920年代には同様の構造でボギー式台車の電気機関車に採用されるようになったり、スパイダを大歯車内に収まるようにしてコイルばねで連結する方式が小形の電気機関車や初期の軽量高速電車に採用されるなど、特に欧州の各メーカーにて多様な方式に発展していった。1940年代になると大形の電気機関車においても軽量の2軸ボギー台車内に組み込まれるようになり、その後コイルばねを積層ゴムに置き換えた方式に発展している。
その機構のもたらす効果は、電車で多く用いられる中空軸平行カルダン駆動方式に類似するが、歯車箱が吊り掛け式に装荷されるカルダン駆動方式と異なり、駆動装置の重量の90 %以上をバネ上重量とすることができる利点がある一方、動輪スポーク部分にスパイダが露出していたり、大歯車内にスパイダがあってここが変位する関係でギアボックスを密閉できないという弱点があり、日本国有鉄道では大歯車のスパイダ穴にたまった砂や埃による磨耗から噛合いが悪化することで異常振動が多発するなどの問題が続出したため、EF60形の2次形以降は、旧来の吊り掛け駆動方式に変更された。
また、世界各国にあったクイル式機関車の大部分は、大半が下記のリンク式に改造されている。もっとも、アメリカ合衆国では前述のGG1形が1980年代に廃車されるまでクイル式のまま使用されており、その他の採用例でもこのシステムが原因で短命に終わった例は少なかったことから、日本のED60形・ED61形などについて、駆動装置の設計が適切になされておらず、問題が悪化したことを指摘する意見がある。

## 派生方式

### リンク式駆動方式

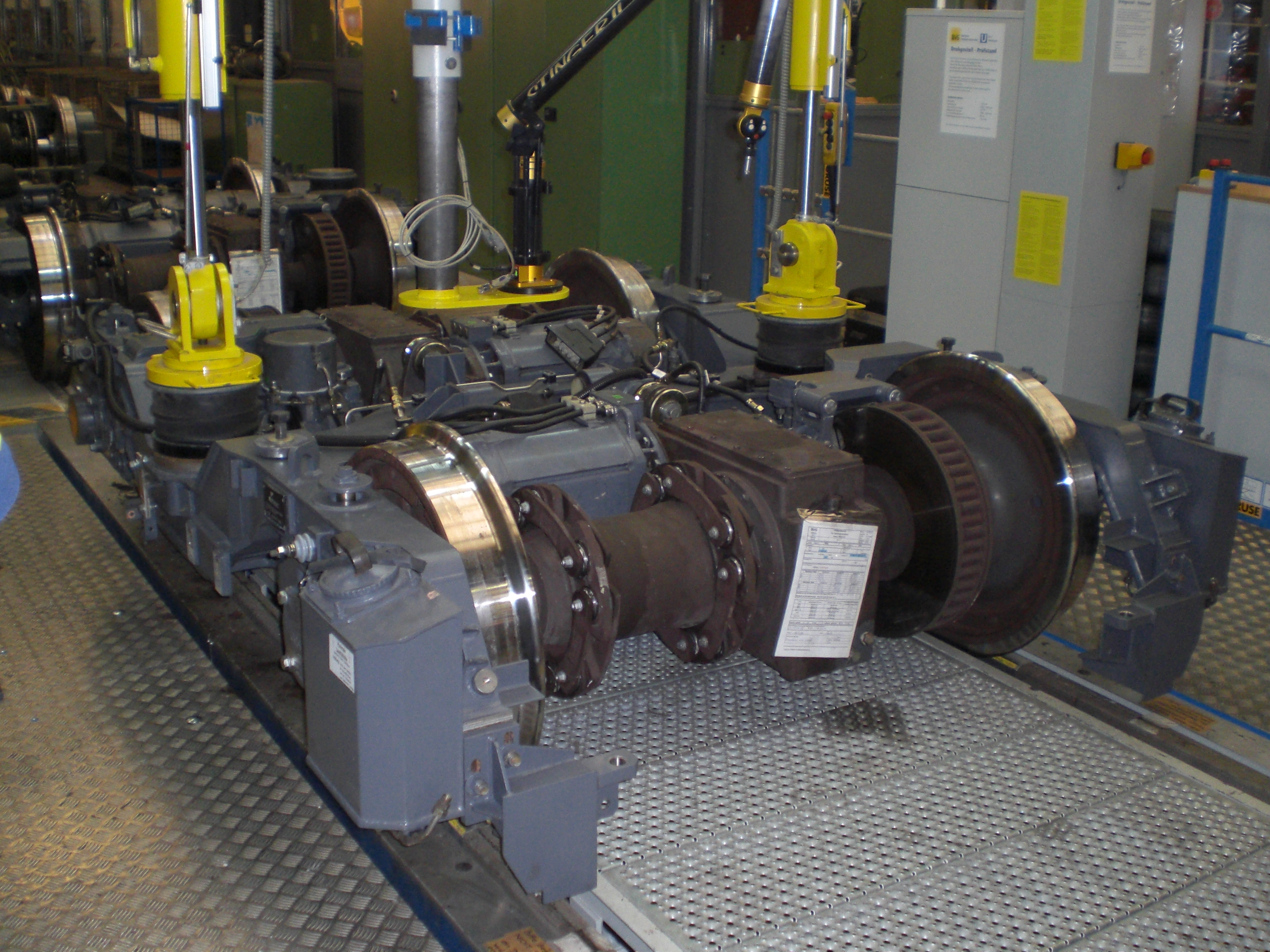
リンク式駆動方式の台車

リンク式は、上記のクイル式の弱点を改善したものである。主電動機、小歯車、大歯車は台車枠に幾何学的に固定され、相互の位置関係は変化しない。大歯車側面にゴムブッシュを介した2本のリンクが装着され、中間体に連結される。中間体には大歯車側と位相が90度異なる別の2本のリンクが出て、これが車輪と連結され駆動力を伝達する。大歯車と車輪（輪軸）との相対変位の吸収は、リンクとリンク結節部のゴムブッシュにより行う。
大歯車は歯車箱内に密閉されており異物侵入によるトラブルが解消されたほか、メンテナンス性も改善された。またクイル式は回転方向にも弾性支持となるため、空転時等に異常振動を発生する欠点があったが、リンク式では問題を生じていない。動力の伝達順はモーター→小歯車→大歯車→リンク→中間体→リンク→車輪。
欧州では電気機関車、電車、共に多くの採用例がある。日本ではED60形、ED61形、ED71形、EF60形（1次車）、EF61形のクイル式駆動装置の改修時、EF200形の新造時に採用されたが、これ以降に登場した新型機関車は従来の吊り掛け駆動方式に戻されている。

### 中空軸可撓吊り掛け駆動方式
半吊り掛け駆動方式とも呼ばれており、クイル式と吊り掛け式の中間的な方式である。
車軸の周囲に設けた中空軸に大歯車が取付けられており、電動機は台車枠および中空軸に吊り掛けられている。中空軸からは左右に各8本のピンが伸びており、ゴムブッシュを介して車輪に連結される。このため車輪は輪心部に8個の穴が空けられ、ゴムブッシュを装着する構造である。中空軸と輪軸との相対変位の吸収には、車輪とピンとの間に装着されたゴムブッシュにより行う。このブッシュは回転方向の剛性を高く、上下方向の剛性を低くするために、特殊形状の穴（すぐり）を有する。
クイル式、リンク式とは異なり、主電動機の重量は台車枠と中空軸双方に掛かるため、バネ下重量は従来の吊り掛け駆動と同様だが、輪軸から主電動機への衝撃を軽減することができる。動力の伝達順は、モーター→小歯車→大歯車→ピン→ゴム→車輪。
日本ではEF66形が唯一の採用例である。

### 直角中空軸積層ゴム駆動方式

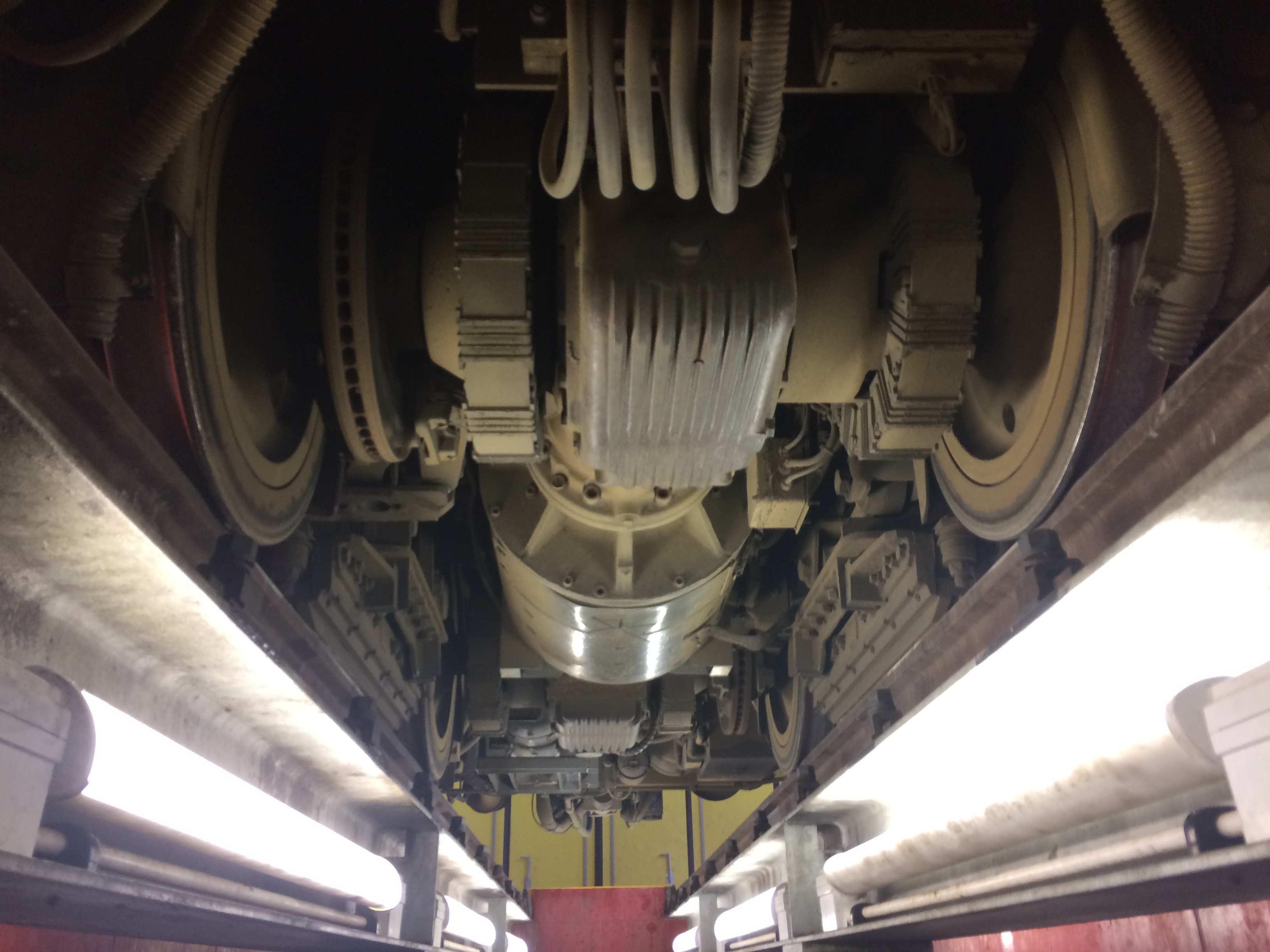
直角中空軸積層ゴム駆動方式の台車

欧州の路面電車（ドイツ製の超低床電車（コンビーノ等））に広く採用されている駆動方式。大歯車と車輪側から6本ずつ腕が伸び、腕の間に積層ゴムを挟み、積層ゴムで変位許容と駆動を行う方式。基本的な構造はクイル式駆動方式と同一。日本ではドイツ製の広島電鉄5000形電車に採用。台車横のカバーを開けると腕や積層ゴム等、駆動装置の様子を観察できる。